# Jenny Brosinski
Jenny Brosinski (geboren 1984 in Celle) ist eine deutsche Bildende Künstlerin.

## Leben
Jenny Brosinski studierte zunächst Illustration an der École supérieure des arts décoratifs de Strasbourg und an der Hochschule für Angewandte Wissenschaften Hamburg und wechselte dann an die Kunsthochschule Berlin-Weißensee, um dort 2012 ihr Studium mit dem Meisterschüler abzuschließen. Sie hat einen Sohn.
Sie hatte internationale Ausstellungen in Institutionen und Galerien in Australien, Belgien, Dänemark, Deutschland, Italien, Großbritannien und den Vereinigten Staaten. Brosinskis Werke befinden sich in den Sammlungen des MMCA National Museum of Modern and Contemporary Art, KR | Öffentliche Sammlung der Stadt Göteborg, SW | Kai Loebach Collection, Los Angeles, US | The Margulies Collection at the Warehouse, Miami, US.

## Werk
Brosinski arbeitet hauptsächlich als Malerin und nutzt neben Farbe verschiedene Möglichkeiten um Bilder zu erzeugen. Oft bleiben nur spurenhafte Rückstände von Flüssigkeiten und Pigmenten auf der Oberfläche.

## Auszeichnungen
- 2020: Stiftung Kunstfonds, Bonn[7]
- 2019: CCA Andratx Mallorca
- 2017: Kulturaustauschstipendium des Landes Berlin, London[8]
- 2015: Pilotenküche, Spinnerei Leipzig
- 2014: BerlinArtPrize, Shortlist, Ausstellung und Katalog
- 2012: Stipendiatin des Akademie Schloss Solitude Stuttgart[9]
- 2011: Elsa Neumann Scholarship for the Promotion of Junior Artistic Achievement (Berlin)

## Einzelausstellungen
- 2024: Funny Bone, Kunstverein Oldenburg
- 2023: Too Fat To Fly, Almine Rech, Shanghai
- 2023: There Were No Birds To Fly[10], Kunsthalle Emden
- 2022: Than Somewhere, Knust &Kunz, München
- 2022: As Long As I Get Somewhere, Wentrup, Berlin
- 2022: Monkey Mind, Almine Rech Gallery, London
- 2021: Wish You Were Here, Plus One Gallery, Antwerpen
- 2021: Goofy, Choi & Lager, Köln
- 2021: Doch. Kunstverein Schwerin
- 2021: Space To Listen. Ruttkowski;68, Paris (FR)
- 2020: Feels Good Til It Doesn’t, L21, Palma (ES)
- 2019: Catch Me If You Can, Choi & Lager, Seoul (KOR)
- 2018: Come On And Take The Rest Of Me, Ruttkowski68 POP68 Cologne (GER)
- 2018: It Only Makes It Worse To Live Without It, Plus-One Gallery Antwerp (BE)
- 2018: You Made Me, Nevven Gallery, Göteborg (SWE)
- 2017: Smells Like Chicken, Annarumma, Neapel (IT)
- 2017: Floating Memories, Galerie Schacher – Raum für Kunst, Stuttgart (GER)
- 2016: Roarr, Geukens & De Vil Knokke (BE)